# 信宜苹婆
信宜苹婆（学名：Sterculia subracemosa）是梧桐科苹婆属的植物，为中国的特有植物。分布于中国大陆的广东、广西等地，生长于海拔550米的地区，一般生长在山谷和山坡密林中，目前尚未由人工引种栽培。